# Claude-Marius Vaïsse
Vous lisez un « bon article » labellisé en 2015.
Pour les articles homonymes, voir Vaïsse.
Claude-Marius Vaïsse, né à Marseille le 8 août 1799 et mort à Lyon le 29 août 1864, est un fonctionnaire et homme politique français.
Ministre de l'Intérieur pendant onze semaines dans l'éphémère petit ministère en 1851, les travaux de rénovation urbaine de Lyon, qu'il mène en tant que préfet du Rhône sous le Second Empire font connaître à la ville des transformations semblables à celles de Paris à la même époque, et lui valent le surnom d'« Haussmann lyonnais ».
En poste à Lyon de mars 1853 jusqu'à sa mort, il conduit notamment la rénovation du centre-ville avec le percement de la rue Impériale (actuelle rue de la République) et de la rue de l'Impératrice (actuelle rue Édouard-Herriot). Il fait également créer le Parc de la Tête d'or.

## Biographie
Jean Claude Marius Magdeleine Vaïsse nait à Marseille le 21 thermidor de l'an VII du calendrier républicain alors en vigueur (8 août 1799 du calendrier grégorien). Issu d'une famille de négociants originaire du Rouergue, il part faire des études de droit à Paris, puis revient dans sa ville natale pour y acheter une charge d'avoué. Il la revend en 1830 pour entrer dans l'administration.
Il commence sa carrière de fonctionnaire comme secrétaire général des Bouches-du-Rhône, puis est nommé successivement à divers postes de l'administration : secrétaire du gouvernement à Alger le 18 juillet 1837, sous-préfet de l'Aisne à Saint-Quentin le 21 août 1839, préfet des Pyrénées-Orientales le 23 novembre 1841, directeur général des affaires civiles en Algérie le 1er septembre 1847, préfet du Doubs le 24 janvier 1849, puis préfet du Nord le 20 novembre de la même année,.
Le 24 janvier 1851, il est appelé par Louis-Napoléon Bonaparte pour faire partie de ce que l'on appelle le petit ministère en tant que ministre de l'Intérieur. Il est remplacé à son poste de préfet le 7 mars 1851, et son gouvernement démissionne le 10 avril. En juillet, il est élu député du Nord à l’Assemblée législative où il ne reste que quelques mois, l'assemblée étant dissoute après le coup d'État du 2 décembre 1851. Vaïsse est ensuite nommé au Conseil d'État le 25 janvier 1852, puis inspecteur des préfectures.
Le 4 mars 1853, par décret impérial, il est nommé à la tête de l’administration du département du Rhône, avec des pouvoirs très larges qui lui donnent les prérogatives de préfet du Rhône aussi bien que celles de maire de Lyon. Il engage une politique volontariste d'urbanisation de la ville sur le même modèle que celle menée par le Baron Haussmann à Paris, avec l'aide de Gustave Bonnet, Tony Desjardins et René Dardel,.

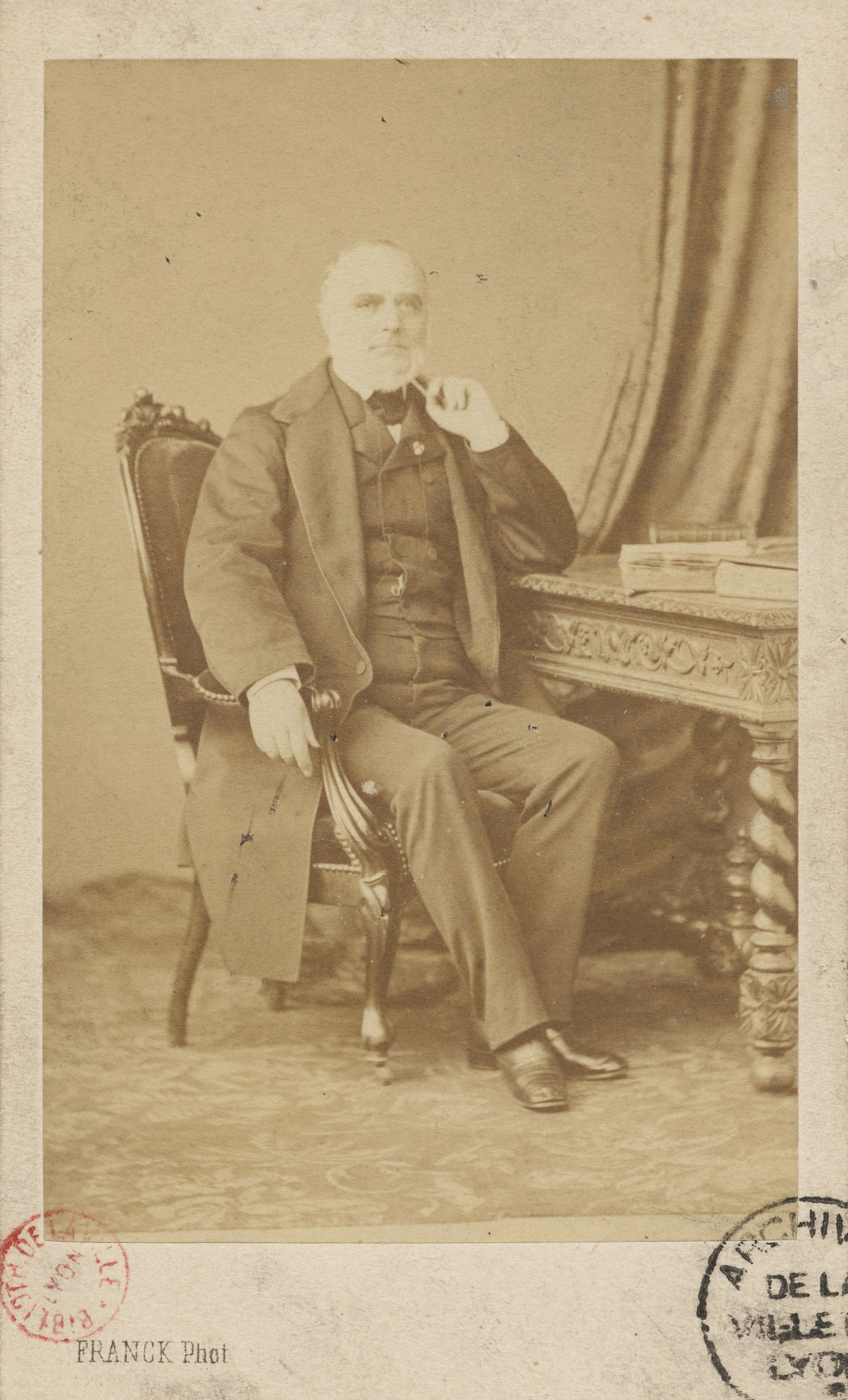
Portrait de Claude Marius Vaïsse

Le 4 décembre 1854, Bonaparte, devenu l'empereur Napoléon III, le nomme sénateur. Vaïsse, occupé à Lyon, ne siège que rarement au Sénat.
Par un décret du 22 juin 1863, il est nommé grand-croix de la légion d'Honneur, la dignité la plus élevée de cet ordre.
Le 29 août 1864, alors qu'il reçoit l'adjoint au maire de Brignais dans son bureau de l'hôtel de ville, Vaïsse perd brutalement connaissance et s'effondre face contre terre. Un médecin arrive rapidement mais ne peut que constater le décès, qu'il attribue à une apoplexie foudroyante, nom qui était donné à l'époque aux symptômes de l'accident vasculaire cérébral. Après des funérailles à la cathédrale Saint-Jean, son corps est transporté vers sa ville natale de Marseille où il est enterré au cimetière Saint-Pierre,,.

## Vaïsse à Lyon

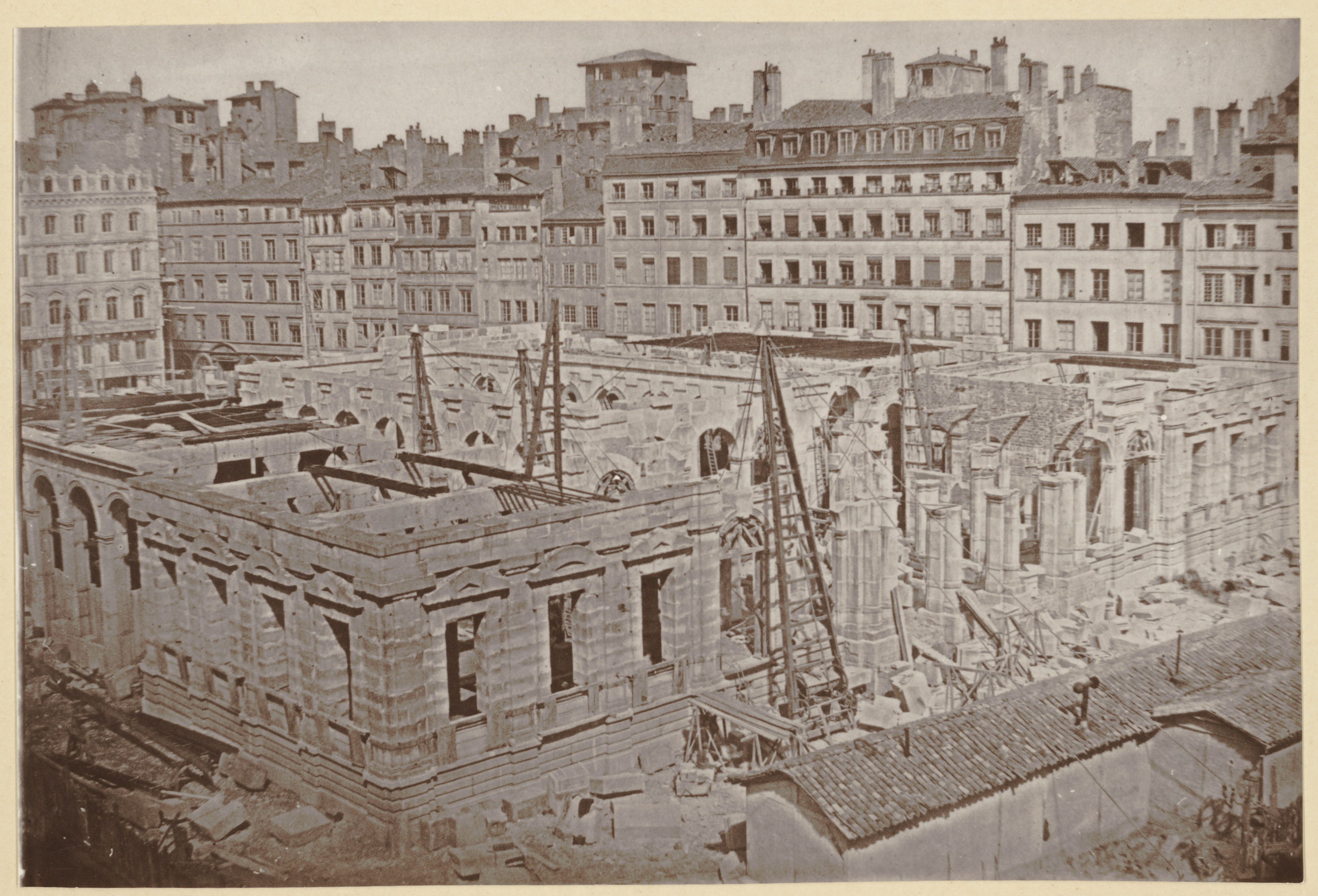
Le palais de la Bourse en cours de construction pendant le percement de la rue Impériale.

Nommé à Lyon en même temps qu'Haussmann l'est à Paris, Vaïsse y applique une politique vouée à assurer à la fois la tranquillité publique et l'épanouissement du commerce et de l'économie en général. Il ne rencontre sur place aucune résistance importante, les élites municipales ne s'opposant en rien à son action ; même l'archevêque de Bonald, lorsque l'empereur se lance dans une politique italienne incompatible avec les intérêts temporels de la papauté, reste très modéré. Ce calme permet à Vaïsse de se consacrer pleinement à son œuvre de rénovation urbaine. La seule ombre au tableau de l'action politique de Vaïsse est son échec pour contrer l'essor des sentiments républicains dans la population, ainsi que l'attestent les élections de 1863 et 1869.

### Nomination
Le 20 février 1853, Victor de Persigny convoque à Paris Georges Eugène Haussmann, alors préfet de la Gironde. L'empereur Napoléon III souhaite confier à Haussmann un poste de préfet du Rhône avec des pouvoirs très étendus, qui incluent ceux de maire de Lyon et de directeur de la police pour le Rhône. Haussmann, qui préfère rester en Gironde, refuse. Napoléon III prend acte de son choix, ce qui ne l'empêche pas de lui proposer quelques mois plus tard le poste de préfet de la Seine, cette fois avec succès. Vaïsse, qui était auparavant devenu le familier de Persigny, est soutenu par celui-ci auprès de l'empereur qui, le 4 mars, le nomme au poste initialement destiné à Haussmann. Persigny note dans ses mémoires qu'avant de convaincre Vaïsse d'accepter Lyon, il avait pensé à lui pour le poste de préfet de la Seine, mais ajoute qu'il se félicitait de lui avoir préféré Haussmann pour ce poste, car « M. Vaïsse, homme du monde, de manières distinguées et réservées, jeté sur le théâtre de Paris, exposé sans défense aux intrigues de la politique, n'eût pu supporter longtemps le dégoût de pareilles luttes, et il eût bientôt abandonné la partie »,.

### Lyon avant Vaïsse
Au milieu du XIXe siècle, le centre de la presqu'île de Lyon, entre les Terreaux et Bellecour, est en grande partie constitué d'habitations vétustes et insalubres, dans des rues sombres, sales et étroites héritées d'un tissu urbain médiéval,. La situation est telle que l'historien Jean-Baptiste Monfalcon relève qu'à certains endroits, le terrain nu vaut plus que s'il était bâti.
Les transformations urbaines ont commencé avant l'arrivée de Vaïsse : le percement de la rue Centrale (actuelles rue de Brest et rue Paul Chenavard) dans les années 1830 préfigure les changements qui sont apportés par la création de la rue Impériale. Le décret du 24 mars 1852 rattache les faubourgs de Vaise, La Croix-Rousse et La Guillotière à Lyon désormais divisée en cinq arrondissements, et transfère les pouvoirs des maires de ces quatre communes au préfet.

### Les réalisations de l'ère Vaïsse
Vaïsse, assisté des architectes René Dardel puis Gustave Bonnet, entreprend des grands travaux avec des moyens financiers et une liberté d'action dont ne disposaient pas ses prédécesseurs. Ces travaux ont des buts autant d'urbanisme que de sécurité : le maréchal de Castellane, gouverneur militaire de la ville qui a en mémoire les révoltes des canuts de 1831 et 1834, demande explicitement que les nouvelles rues percées permettent de faciliter l'intervention de la cavalerie en cas d'émeute. En tant qu'architecte de la ville de Lyon, Dardel est incontournable dans un premier temps mais son caractère autoritaire et son manque de concertation lassent vite le préfet. Après de nombreux accrochages, il est remplacé par Tony Desjardins en juillet 1854. Pour compléter son équipe, il nomme Gustave Bonnet ingénieur en chef de la voirie. Ce dernier est considéré par Dominique Bertin comme le véritable chef d'orchestre de la mutation du centre de Lyon,.
Le premier et le plus significatif de ces grands travaux a été le percement de la rue Impériale, actuelle rue de la République, avec la construction du palais de la Bourse et du Commerce sur son chemin. La réalisation du chantier nécessite d’abattre 289 maisons anciennes. Le percement de la rue de l'Impératrice, actuelle rue Édouard-Herriot, complète la rénovation du centre quelques années plus tard. Ce quartier devient en une décennie un espace bourgeois avec des immeubles monumentaux.
Au bout des deux rues nouvellement percées, l'hôtel de ville est restauré à grands frais par Tony Desjardins. Vaïsse s'y installe avec ses services, l'ancienne préfecture (au sud de la place des Jacobins) n'offrant pas de bâtiment fonctionnel.
En dehors du centre-ville, le parc de la Tête d'or est créé à l'emplacement d'un bois racheté aux Hospices civils de Lyon, concrétisant ainsi un ancien projet de parc urbain. Vaïsse le décrit comme « la campagne de ceux qui n'en ont pas ».
Des quais sont créés au bord du Rhône et de la Saône, pour prévenir les inondations catastrophiques comme celle de 1856. Sur la colline de la Croix-Rousse, l'hôpital éponyme est construit, et à l'endroit des anciens remparts, le vaste boulevard de la Croix-Rousse est aménagé.
Les péages des ponts sont rachetés par la ville et supprimés le 25 août 1860 sur le Rhône et en 1865 sur la Saône.
Sous l'impulsion de Vaïsse, le réseau ferroviaire de la ville est également rénové, avec l'établissement des nouvelles gares de Perrache et des Brotteaux pour les voyageurs, et de Perrache, de Vaise et de la Guillotière pour les marchandises.

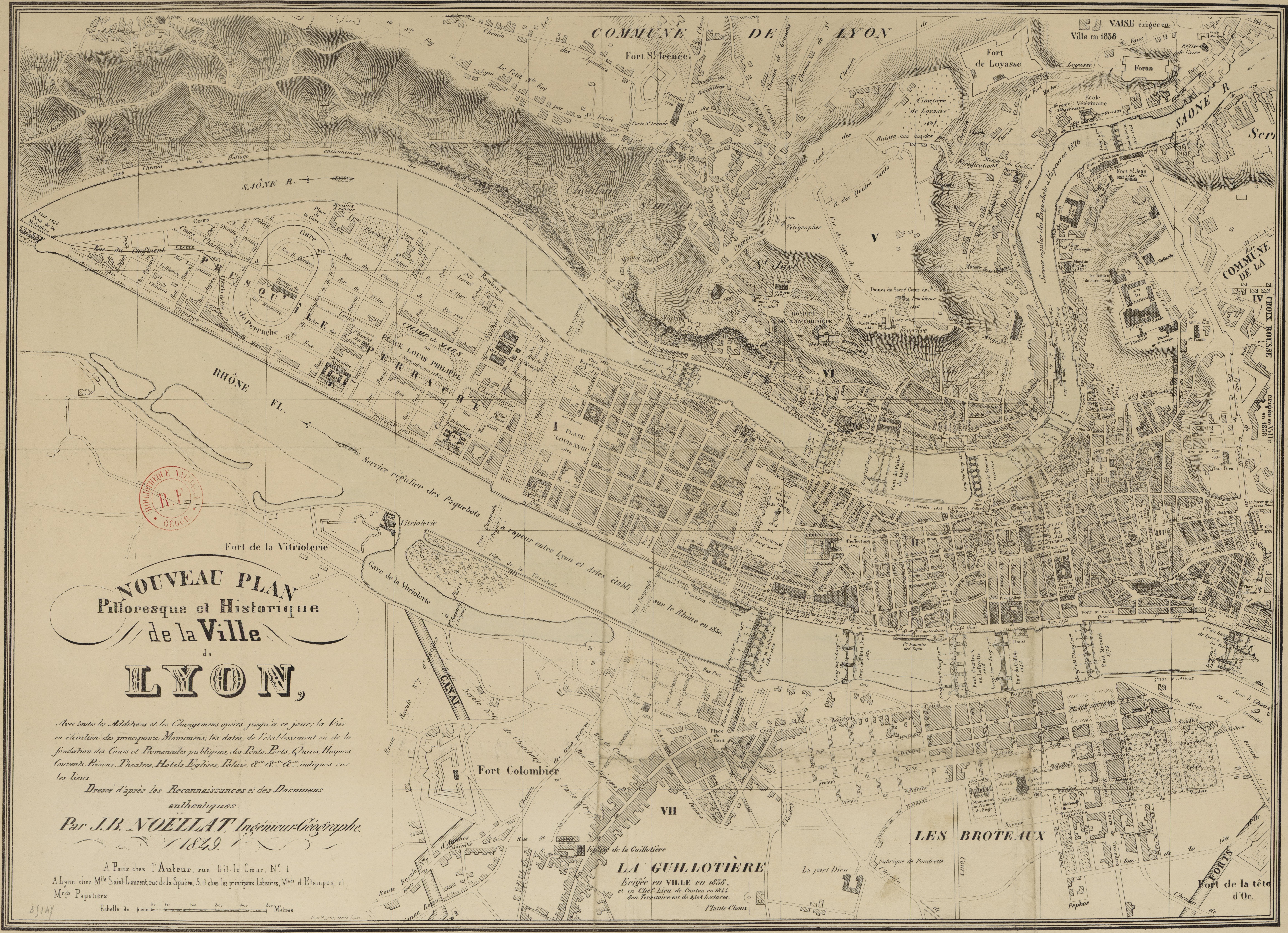
Plan de Lyon en 1849.
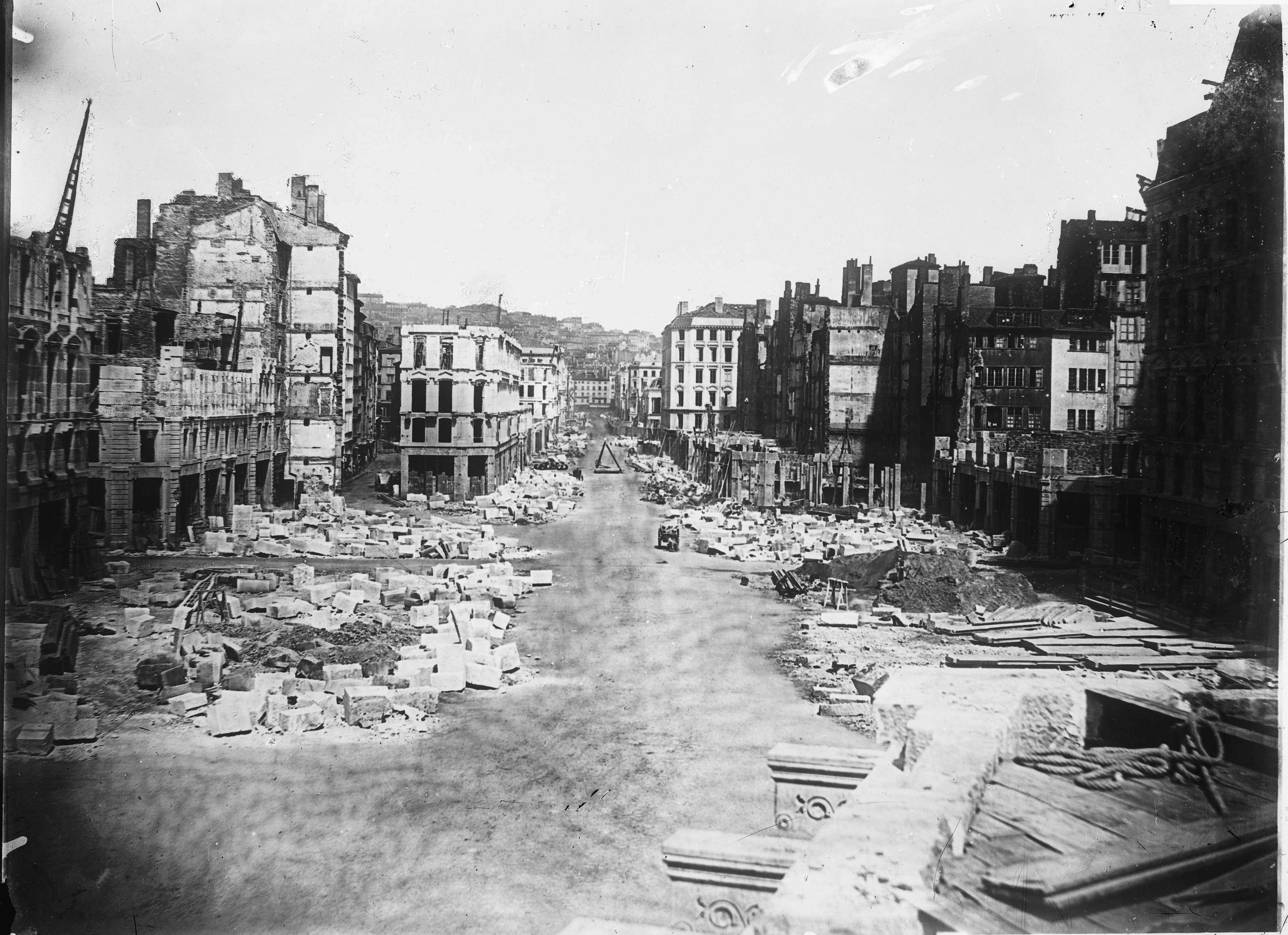
Travaux de percement de la rue Impériale en 1856.
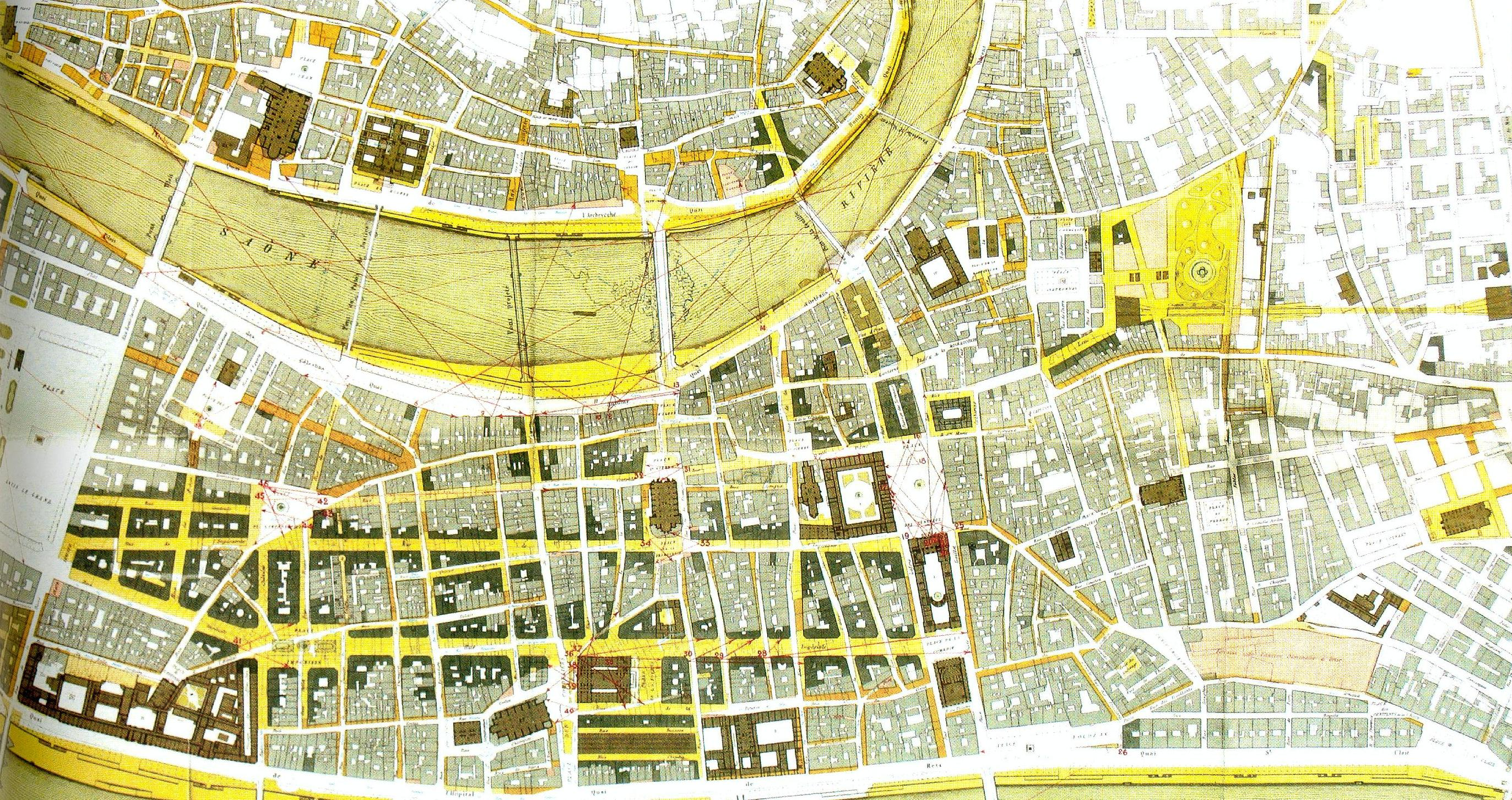
Plan des améliorations prévues et effectuées à Lyon, dessiné par Gustave Bonnet.
Plan de Lyon en 1871.
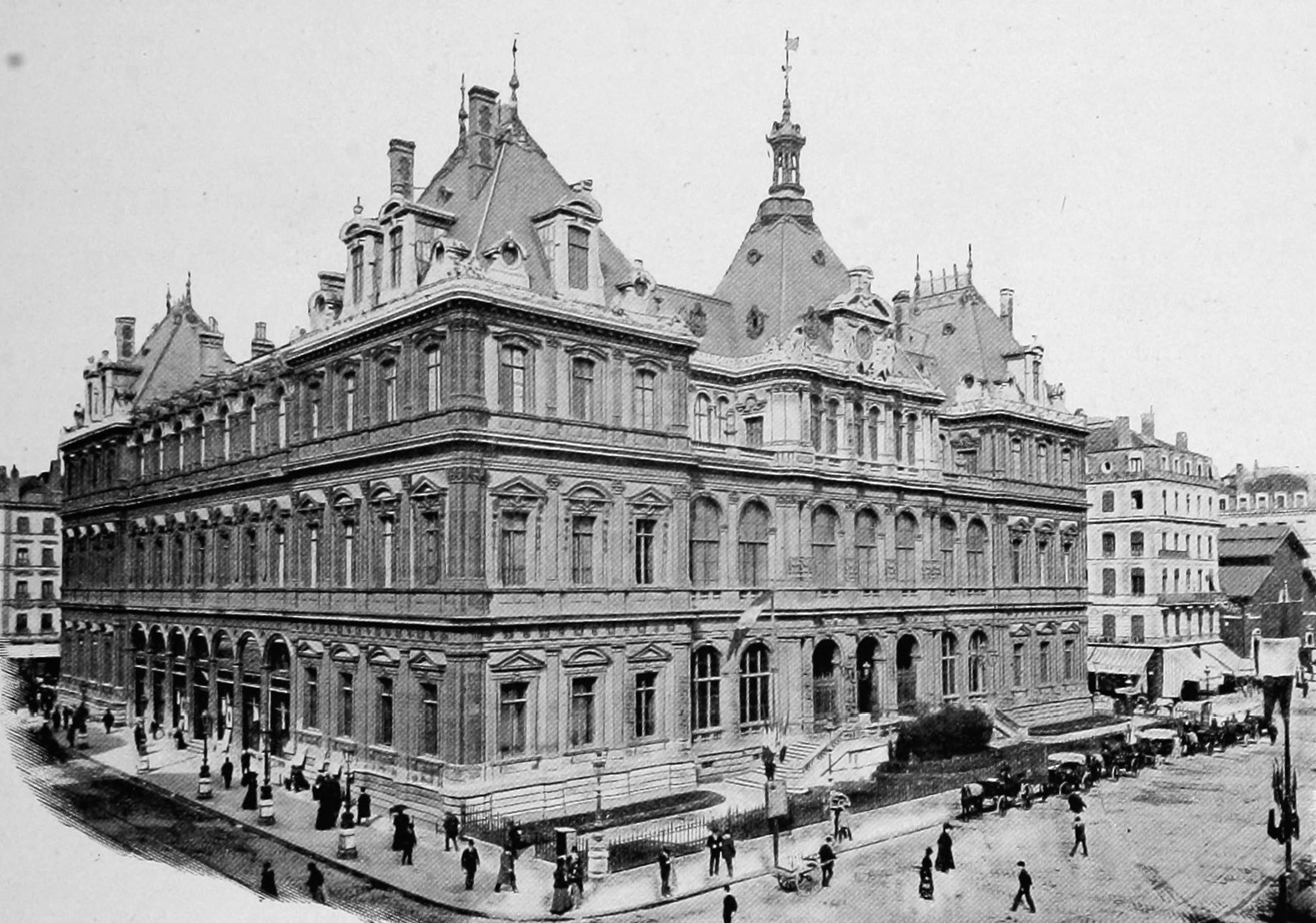
Le palais de la Bourse, au début du XXe siècle.

## Postérité
D'après Émile Ollivier, Vaïsse a été aussi efficace qu'Haussmann dans la conduite de la rénovation urbaine, avec « des qualités opposées — la mesure, le tact, la bonne grâce, la modestie » à celles du préfet de la Seine. Persigny écrit dans ses mémoires que le préfet du Rhône « s'appliqua à son œuvre avec une intelligence, un zèle, une activité remarquable, toujours sans faire parler de lui » et qu'à la suite de son action, « Lyon était devenue l'une des plus belles villes du monde ».
Cependant, après sa disparition, l'époque plus libérale ne tient pas à honorer la mémoire de Vaïsse, qui incarne l'autoritarisme du Second Empire, et à qui on reproche des travaux qui ont coûté cher et rejeté les classes populaires vers les anciens faubourgs. De plus, la presse s'interroge sur l'origine de sa fortune, notamment le journal satirique La Marionnette, ce qui donne lieu à plusieurs procès entre l'éditeur du journal et les héritiers de Vaïsse. Il est révélé que le préfet était intéressé pour un seizième dans une charge d'agent de change, ce qui expliquait son enrichissement, et qu'il était « marié sans l'être » à la veuve du général Damrémont, tué en 1837 lors du siège de Constantine : pour permettre à la veuve de continuer à toucher sa pension, ils s'étaient mariés religieusement en Allemagne, ce qui fait que l'union n'avait pas de valeur légale en France,.
Une statue de trois mètres de haut est commandée par le successeur de Vaïsse Henri Chevreau et réalisée par Guillaume Bonnet, mais devant l'opinion publique défavorable, elle n'est pas installée à son emplacement prévu sur la place de l'Impératrice (actuelle place des Jacobins). Elle reste entreposée pendant plusieurs décennies par les services municipaux. En 1890, Louis Lortet souhaite récupérer le métal pour ériger une statue à Claude Bernard. Les héritiers de Vaïsse l'apprennent et rachètent la statue pour 5 500 francs. Cependant, devant la taille du monument, ils renoncent à la récupérer, et la statue reste entreposée à Lyon. Ils finissent par la vendre à une entreprise de robinetterie pour être fondue en 1902. Dans le parc de la Tête d'or, près du vélodrome, un simple buste orne le socle monumental qui devait accueillir la statue,,.
Une petite rue porte son nom dans le sixième arrondissement de Lyon, entre l'avenue Foch et la place d'Helvétie. Près de cette rue se trouvait l'ancien pont Saint-Clair qui porta le nom de pont Vaïsse de 1932 jusqu'à sa démolition en 1958 pour permettre la construction du pont de Lattre-de-Tassigny. Une plaque marque l'emplacement de l'ancien pont Vaïsse, avec un portrait du sénateur en médaillon. L'actuelle avenue de Grande-Bretagne fut rebaptisée avenue Vaïsse en 1865, mais perdit ce nom avec la chute du Second Empire.
Une variété de poire, la poire Sénateur Vaïsse, est créée en 1861 par un horticulteur lyonnais et lui est dédiée.
Le sculpteur François-Felix Roubaud a également créé un modèle en plâtre patiné à l'effigie du sénateur en 1865. Ce plâtre intitulé Sénateur Vaïsse se trouve aujourd'hui au musée des Beaux-Arts de Lyon .

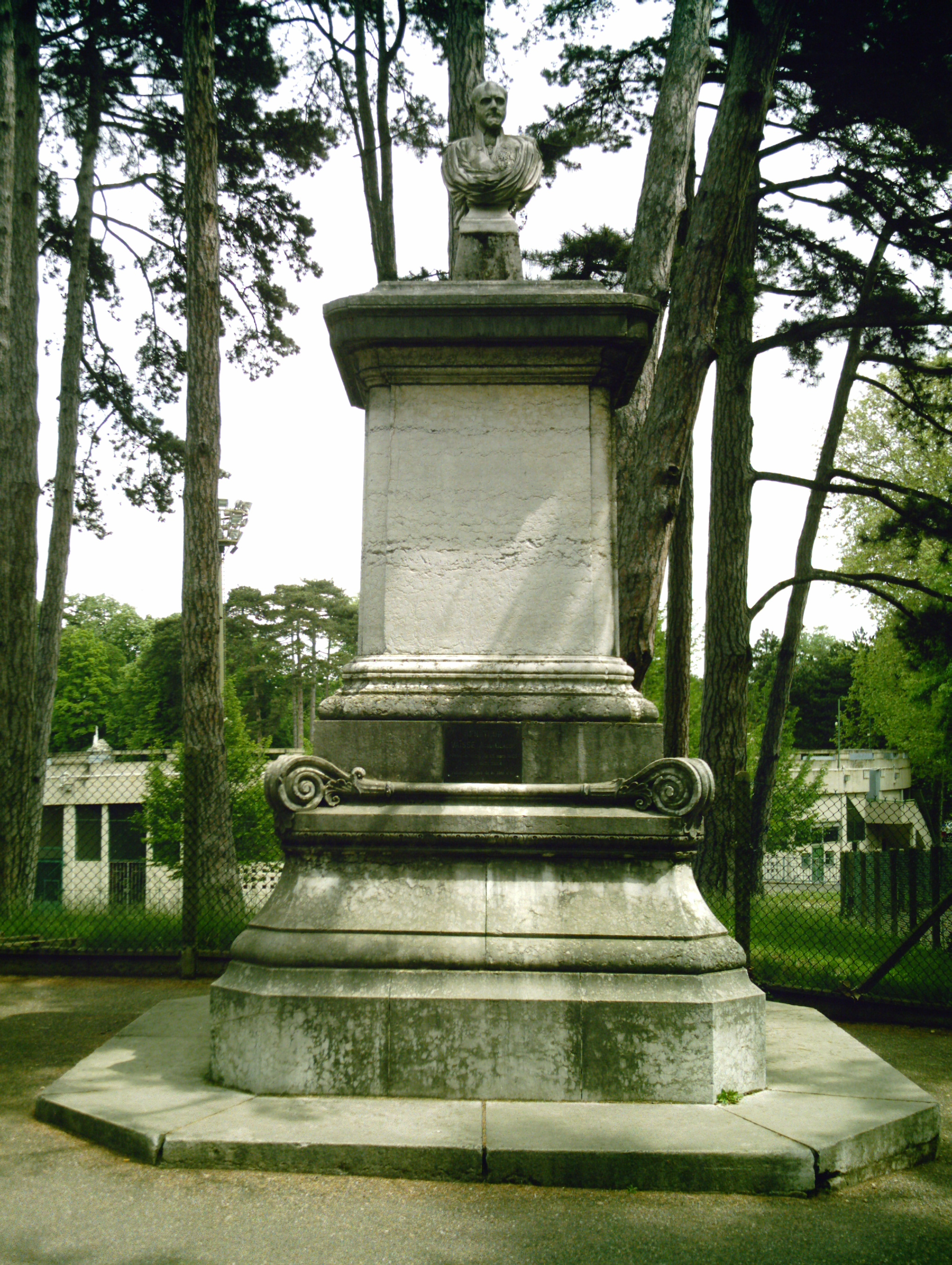
Buste du sénateur Vaïsse, dans le parc de la Tête d'or.
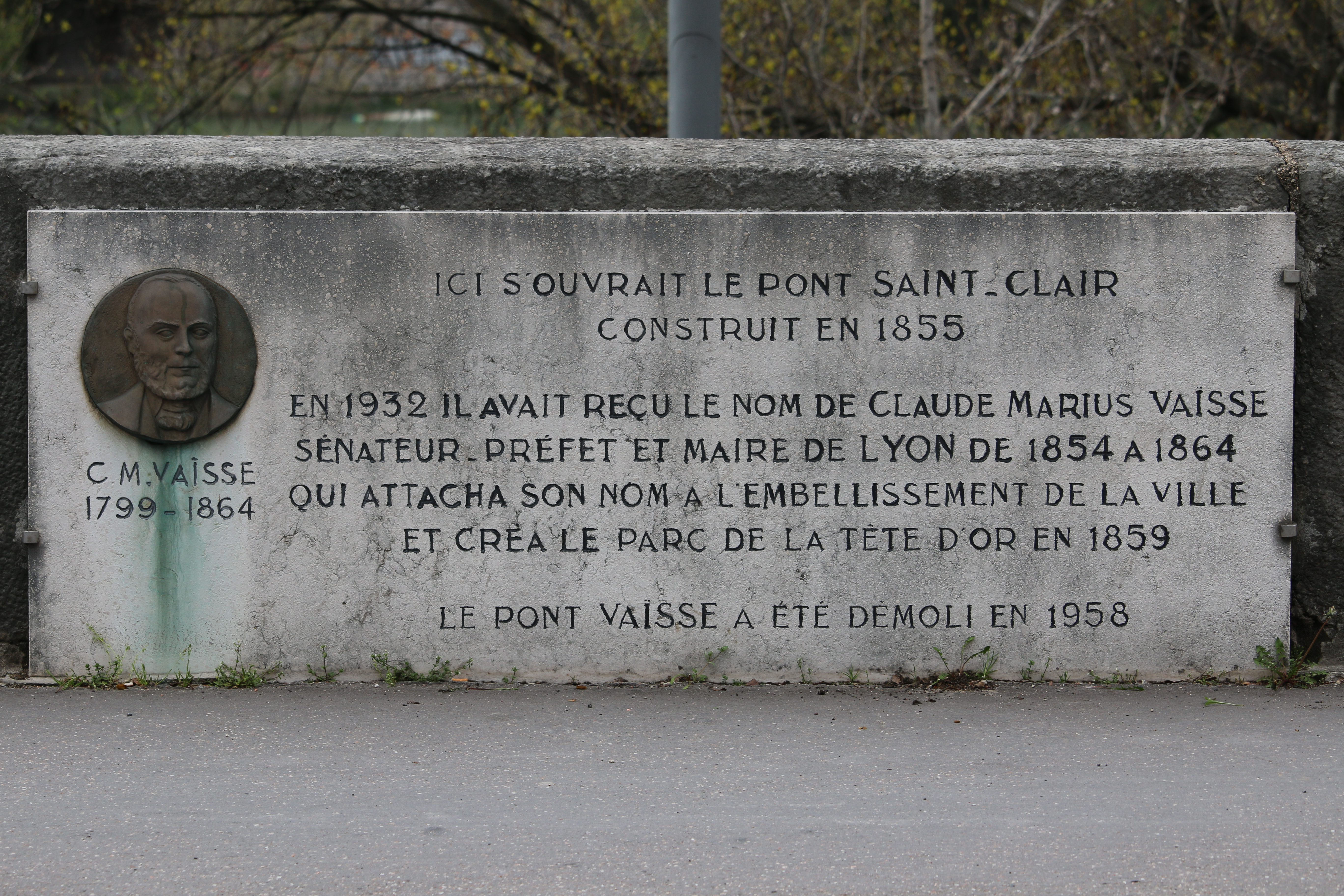
Plaque signalant l'emplacement de l'ancien pont Vaïsse sur le Rhône.
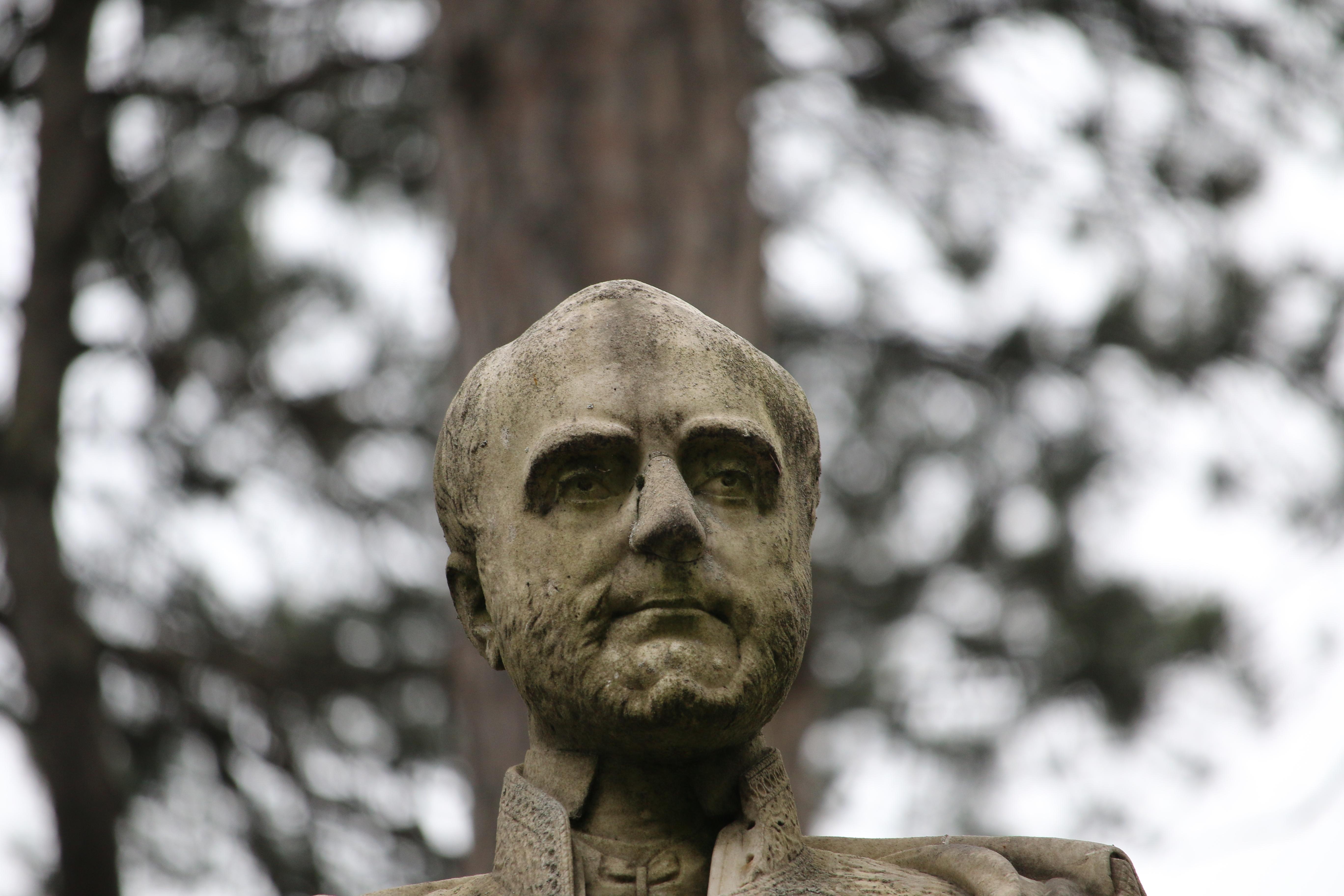
Détail du buste de Claude-Marius Vaïsse au parc de la Tête d'or.
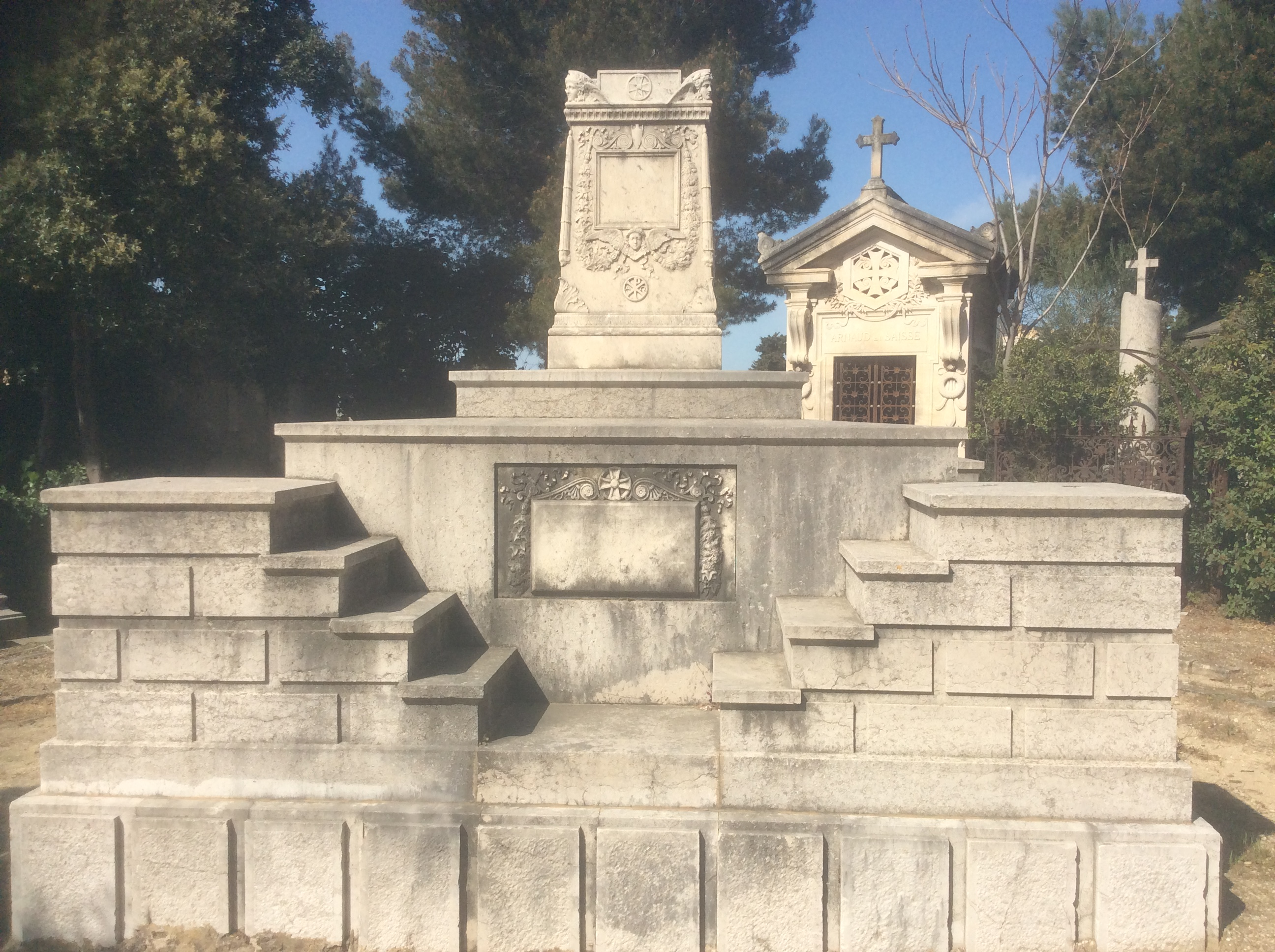
Sépulture de Vaïsse au cimetière Saint-Pierre de Marseille.
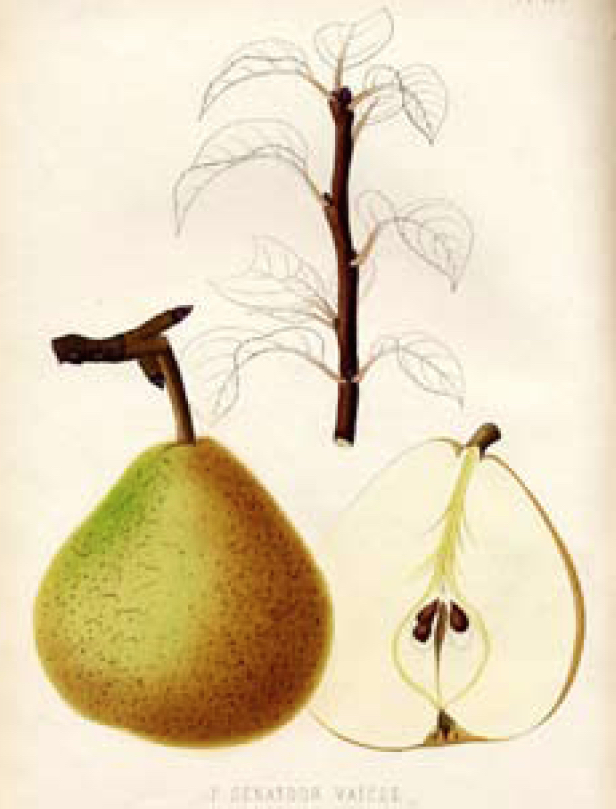
Poire Sénateur Vaïsse.